# Ryōsuke Kijima
Ryōsuke Kijima (jap. 木島良輔 Kijima Ryōsuke; ur. 29 maja 1979) – japoński piłkarz występujący na pozycji napastnika. Obecnie występuje w Kamatamare Sanuki.

## Kariera klubowa
Od 1998 roku występował w klubach Yokohama F. Marinos, Defensores de Belgrano, Oita Trinita, Tokyo Verdy, Roasso Kumamoto, FC Machida Zelvia, Matsumoto Yamaga FC i Kamatamare Sanuki.